# Pierre Rivera
Pour les articles homonymes, voir Rivera.
Pas d'image ? Cliquez ici

a Compétitions nationales et continentales officielles uniquement.

Dernière mise à jour le 6 août 2024.
Pierre Rivera, né le 22 septembre 1948 à Pau (Basses-Pyrénées), est un joueur de rugby à XV et auteur français. Il a joué principalement au poste de centre avec la Section paloise. 
Après sa carrière de joueur, il est devenu expert-comptable et a écrit un ouvrage critique sur l'évolution du rugby.

## Biographie

### Jeunesse et formation
Pierre Rivera naît le 22 septembre 1948 à Pau. Il commence la pratique du rugby à XV à l'Union sportive Nord-Est, club fondé par Louis Cluchague et Gérard Lom, découvrant le sport aux côtés de Christian Lanouguère et Gérard Mariné. Il rejoint ensuite la Section paloise en juniors,.

### Carrière de joueur
Pierre Rivera fait ses débuts en équipe première le 10 octobre 1968, à Périgueux. Pierre Rivera s'impose alors comme titulaire. Ainsi, lors des seizièmes de finale du Championnat de France 1967-1968 au stade Jules-Soulé de Séméac, face au SU Agen, l'entraîneur Théo Cazenave l'aligne au centre aux côtés de Robert Paparemborde. La troisième ligne adverse, composée de Sitjar, Viotto et Zani, se concentre tellement sur la puissance physique de Paparemborde qu'elle permit à Rivera de briller et de remporter la rencontre. Au tour suivant, la Section paloise et Rivera, s'inclinent face au Stade montois sur le score de 8 à 3.  
Rivera s'affirme comme un atout majeur au centre de l'attaque des sectionnistes de 1968 à 1970, grâce à sa vision du jeu. François Moncla, convaincu de son potentiel offensif, croit qu'il pourrait atteindre un niveau supérieur à celui de Claude Dourthe. Cependant, son approche dilettante lui vaut le surnom de « poète ».
Néanmoins, Rivera choisit de privilégier sa carrière professionnelle durant l'époque de l'amateurisme marron. À partir de 1970, il évolue en équipe réserve.
Il se rend à Bordeaux en 1971 pour poursuivre des études en comptabilité et devient expert-comptable. Il joue ensuite au Stade bordelais UC, puis à Pauillac, avant de mettre fin à sa carrière de joueur. 

## Après-carrière sportive
Après sa carrière de joueur, Rivera se dirige vers le monde professionnel en tant qu'expert-comptable, tout en continuant à s'intéresser au rugby. Il a également été président du groupement des commerçants du quartier Montpensier et président de l'Association Béarn, Bigorre, Aragon, Navarre (ABBAN). Il devient également le trésorier de la Section paloise sous la présidence de Yves Baradat, avant le passage au professionnalisme.

## Carrière d'auteur
Pierre Rivera a publié un ouvrage intitulé « Essai en coin sur le rugby : une trahison programmée ? » en 2023. Dans ce livre, il explore les origines du rugby, son évolution vers le professionnalisme, et critique les dérives du sport moderne. Il décrit le rugby comme ayant perdu son essence et son âme tragique avec l'avènement du professionnalisme et les évolutions du sport vers de nouveaux marchés.